# سودوموناس آئروژینوزا

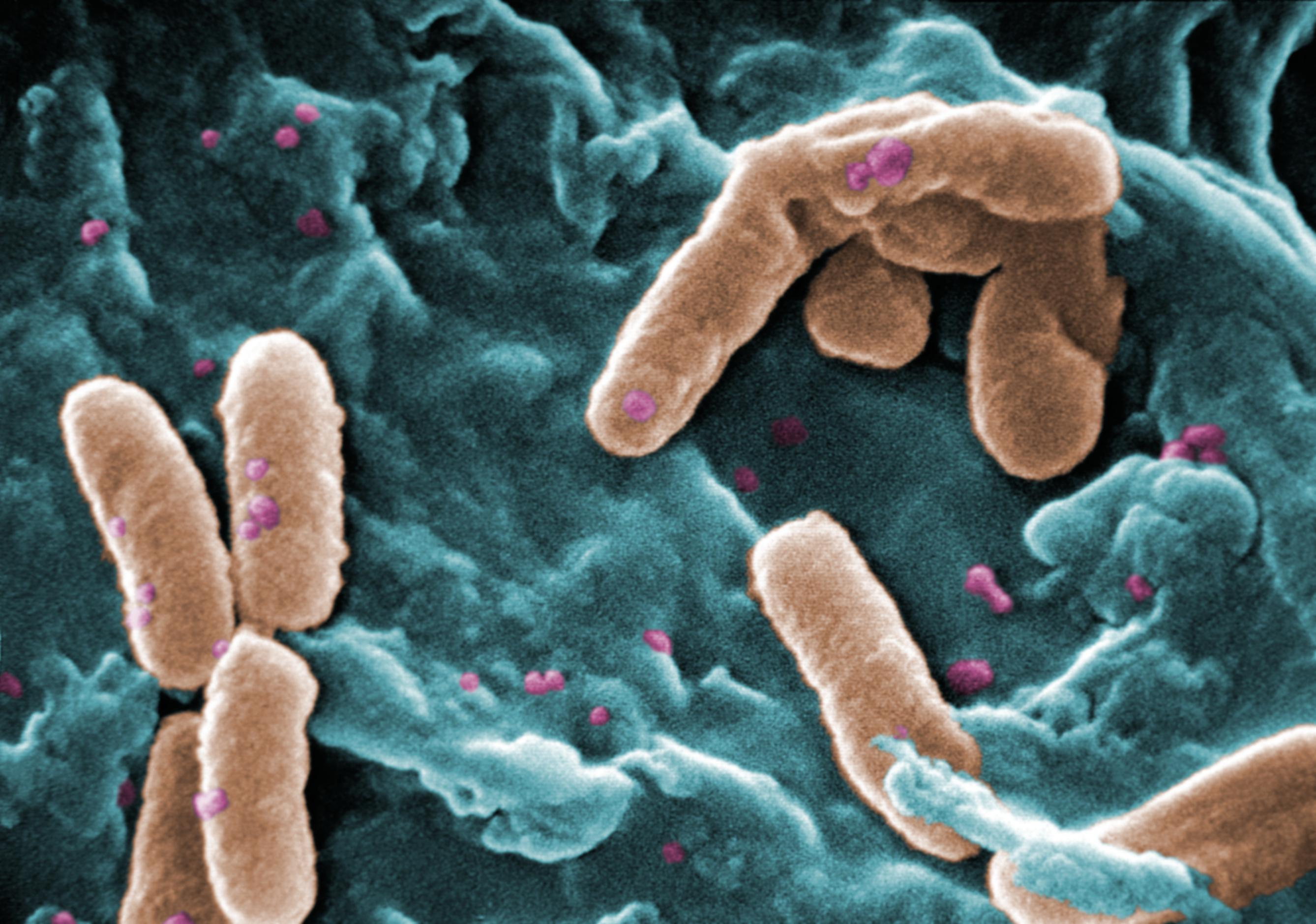
تصویر میکروسکوپ الکترونی سودوموناس آئروژینوزا

سودوموناس آئروژینوزا (انگلیسی: Pseudomonas aeruginosa) یک باکتری شایع دارای کپسول، گرم منفی، هوازی – بی‌هوازی اختیاری، میله‌ای است که می‌تواند باعث بیماری در گیاهان و جانوران، از جمله انسان شود. این باکتری یک گونهٔ با اهمیت پزشکی قابل توجه و یک پاتوژن مقاوم در برابر چند دارو است که به‌دلیل حضور در همه جا، مکانیسم‌های مقاومت آنتی‌بیوتیکی پیشرفته و ارتباط آن با بیماری‌های جدی، عفونت‌های اکتسابی بیمارستانی مانند پنومونی مرتبط با ونتیلاتور و سندرم‌های سپسیس مختلف شناخته شده‌است. سودوموناس آئروژینوزا قادر است به‌طور انتخابی مانع از نفوذ آنتی‌بیوتیک‌های مختلف به غشای خارجی خود شود و به گفتهٔ سازمان جهانی بهداشت، مقاومت بالایی در برابر چندین آنتی‌بیوتیک دارد.
این باکتری گاهی در طول بیماری‌ها یا شرایط خاص افراد را آلوده می‌کند و یک عفونت فرصت‌طلب در نظر گرفته می‌شود. به‌طور ویژه بر مبتلایان به فیبروز کیستیک و سوختگی‌های تروماتیک و به‌طور کلی بر افراد دچار ضعف سیستم ایمنی تأثیر می‌گذارد، اما می‌تواند مانند فولیکولیت جکوزی، افراد دارای ایمنی را نیز آلوده کند. درمان عفونت سودوموناس آئروژینوزا به‌دلیل مقاومت طبیعی آن در برابر آنتی‌بیوتیک‌ها می‌تواند دشوار باشد. هنگامی‌که درمان آنتی‌بیوتیکی پیشرفته‌تری مورد نیاز باشد، ممکن است عوارض جانبی ایجاد شود.
باکتری سودوموناس آئروژینوزا سیترات، کاتالاز و اکسیداز مثبت است. در خاک، آب، فلور پوست و بیشتر محیط‌های ساخته شده توسط انسان در سراسر جهان یافت می‌شود. نه تنها در جوّ معمولی، بلکه در محیط‌های کم‌اکسیژن نیز رشد می‌کند، بنابراین در بسیاری از محیط‌های طبیعی و مصنوعی ایجاد کلنی کرده و از طیف گسترده‌ای از مواد آلی به‌عنوان غذا استفاده می‌کند. تطبیق‌پذیری بالا، این باکتری را قادر می‌سازد تا در جانوران، بافت‌های آسیب‌دیده یا بافت‌هایی که دچار کاهش ایمنی شده‌اند را آلوده کند. علائم چنین عفونت‌هایی التهاب عمومی و سپسیس است. اگر این‌گونه آلودگی‌ها در اندام‌های حیاتی بدن مانند شُش‌ها، مجاری ادراری و کلیه‌ها رخ دهد، نتیجه می‌تواند کشنده باشد. از آنجایی که این باکتری در سطوح مرطوب رشد می‌کند، این باکتری در سطح و درون تجهیزات پزشکی از جمله کاتترها نیز یافت می‌شود و باعث ایجاد عفونت‌های متقاطع در بیمارستان‌ها و کلینیک‌ها می‌شود. این باکتری همچنین قادر به تجزیهٔ هیدروکربن‌ها است و برای شکستن تاربال‌ها و نفت ناشی از آلودگی‌های نفتی استفاده شده‌است. سودوموناس آئروژینوزا با وجود این‌که قادر به کلنی‌زایی گسترده و ایجاد بیوفیلم‌های پایدار است، در مقایسه با برخی گونه‌های باکتریایی بیماری‌زا مانند استافیلوکوکوس اورئوس گرم مثبت و استرپتوکوک پیوژنز، بسیار خطرناک نیست.

## زیست‌شناسی

### ژنوم
ژنوم سودوموناس آئروژینوزا از یک کروموزوم حلقوی نسبتاً بزرگ تشکیل شده‌است (۶٫۸ تا ۵٫۵ میلیون جفت‌باز) که بین ۵۵۰۰ تا ۶۰۰۰ چارچوب خوانش باز و گاهی پلاسمیدهایی با اندازه‌های مختلف، بسته به سویه حمل می‌کند. مقایسهٔ ۳۸۹ ژنوم از سویه‌های مختلف سودوموناس آئروژینوزا نشان داد که تنها ۱۷٫۵ درصد اشتراک توالی وجود دارد. این قnسمت از ژنوم P است. ژنوم هسته آئروژینوزا

## بیماری‌زایی
سودوموناس آئروژینوزا یک بیماری‌زای فرصت‌طلب است. این باکتری از دستگاه ایمنی ناتوان افراد، سوء بهره‌گیری کرده و در آن‌ها عفونت و سموم مضر برای بافت‌ها ایجاد می‌کند. سودوموناس آئروژینوزا سبب عفونت‌های مجاری ادراری، دستگاه تنفسی، التهاب و آماس پوست، عفونت‌های بافت‌های نرم، باکتریمی (وجود باکتری در خون) عفونت‌های استخوان و مفاصل، عفونت‌های معده و روده‌ای و عفونت‌های سیستمیک گوناگون به ویژه در بیماران با سوختگی‌های شدید، بیماران دچار سرطان و ایدز که دستگاه ایمنی آن‌ها سرکوب شده‌است، می‌نماید.
افراد دچار سیستیک فیبروزیس به این باکتری آسیب‌پذیری بالایی دارند و منبع مشترک عفونت شش‌ها در این افراد است.
| انواع عفونت‌ها            | جزئیات و عوارض                                            | گروه‌های پرخطر                                           |
| ------------------------ | --------------------------------------------------------- | ------------------------------------------------------- |
| سینه‌پهلو                 | برونکوپنومونی منتشر                                       | سیستیک فیبروزیس، بیماران برونشکتازی غیر سیستیک فیبروزیس |
| شوک سپتیک                | مرتبط با ضایعات پوستی بنفش مایل به سیاه اکتیما گانگرنوزوم | بیماران نوتروپنیک                                       |
| عفونت مجاری ادراری       | کاتتریزاسیون مجاری ادراری                                 |                                                         |
| عفونت دستگاه گوارش       | انتروکولیت نکروزکننده                                     | نوزادان نارس و بیماران مبتلا به سرطان نوتروپنیک         |
| عفونت‌های پوست و بافت نرم | خونریزی و نکروز                                           | افرادی که دچار سوختگی یا عفونت زخم هستند                |

## همه‌گیرشناسی
این باکتری یک پاتوژن بیمارستانی است و به‌طور شایع در محیط‌های مرطوب بیمارستانی یافت می‌شود. این باکتری می‌تواند در افراد نرمال کلونیزه شود و در این حالت به‌عنوان ساپروفیت عمل می‌کند. این باکتری در افراد مبتلا به ناهنجاری دستگاه ایمنی سبب ایجاد بیماری می‌شود. این باکتری بیشتر از راه میوه‌ها، گیاهان و سبزی‌ها، عیادت‌کنندگان و بیمارانی که از دیگر بخش‌ها منتقل می‌شوند در بیمارستان گسترده می‌شود. گسترش و انتشار از بیماری به بیمار دیگر به‌دست دست‌های پرسنل بیمارستان، همچنین تماس مستقیم بیمار با منابع آلوده مانند خوردن آب و خوراک آلوده رخ می‌دهد.
روش‌های کنترل عفونت در مورد این باکتری مشابه کنترل سایر عفونت‌های بیمارستانی است. از آنجا که سودوموناس‌ها در محیط‌های مرطوب یافت می‌شود، بایستی نسبت به نظافت سینک‌ها، حمام‌ها، دوش‌ها، لوله‌های آب گرم و سایر نواحی مرطوب توجه ویژه داشت.

## تشخیص

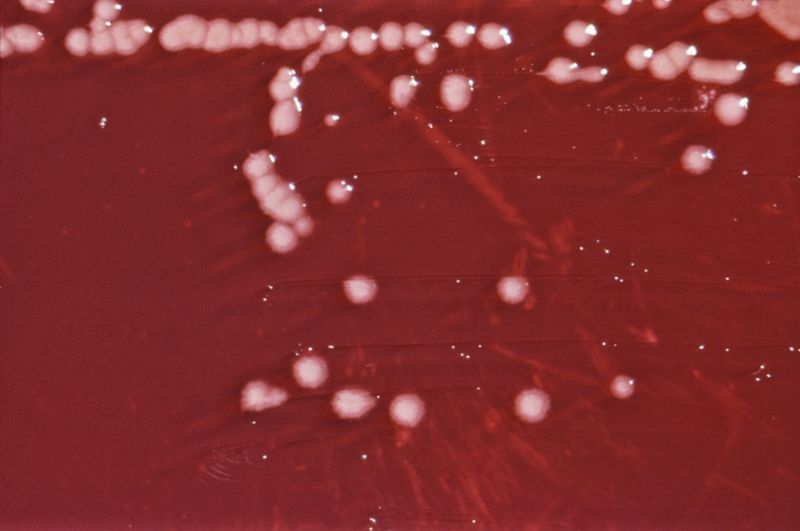
کلونی‌های سودوموناس آئروژینوزا

تشخیص عفونت سودوموناس آئروژینوزا با جداسازی و تشخیص آزمایشگاهی روی می‌دهد. این باکتری هوازی اجباری است و به خوبی روی بیشتر محیط کشت‌های آزمایشگاهی رشد می‌کند. این باکتری را می‌توان روی آگار خونی و آگار آبی کشت داد و کلنی‌های ایجاد شده صاف و گرد هستند. شناسایی این باکتری بر پایهٔ مورفولوژی گرم، بدون اسپور، تاژک‌دار، کاتالاز مثبت، متحرک، ناتوانی در تخمیر لاکتوز (یک واکنش اکسیداز مثبت)، بوی میوه (با مزهٔ انگور)، و توانایی رشد در دمای ۴۲ درجهٔ سانتیگراد شناسایی می‌شود. ویژگی فلوئورسانس زیر نور فرابنفش نیز در تشخیص فوری کلنی‌های سودوموناس آئروژینوزا کارساز بوده و در تشخیص وجود آن در زخم‌ها کمک می‌کند.
کشت‌های تهیه شده از نمونه‌های بیماران مبتلا به سیستیک فیبروزیس (CF)، اغلب به دلیل تولید بیش از حد آلژینات (یک اگزوپلی‌ساکارید) کلنی‌های موکوئیدی تشکیل می‌دهند. در بیماران CF به نظر می‌رسد که اگزوپلی‌ساکارید تولید شده، بستری را برای باکتری فراهم می‌کند که در بیوفیلم زندگی کند.
برای مقاصد اپیدمیولوژیک، سویه‌های این باکتری را می‌توان با استفاده از روش‌های مولکولی تعیین تیپ نمود.

## درمان
سودوموناس آئروژینوزا بیشتر در برابر آنتی‌بیوتیک‌های معمول پایداری می‌کند، ولی برخی سویه‌ها به جنتامایسین، توبرامایسین، کولیستین، نورفلوکساسین، سیپروفلوکساسین و آمیکاسین پاسخ می‌دهد . جنتامایسین و کاربنی‌سیلین بیشتر برای درمان آلودگی‌های شدید کاربرد دارند. طبق مطالعات باکتریولوژیک انجام شده بهترین آنتی‌بیوتیک برای درمان عفونت‌های سودوموناسی، به‌ویژه در مواقع بحرانی، ایمی‌پنم است. چندین نوع واکسن هم مورد آزمایش قرار گرفته‌اند ولی هیچ‌یک برای بهره‌گیری همگانی، به گونهٔ رایج در دسترس نیستند.
| تست                  | نتیجه                |
| -------------------- | -------------------- |
| تست گرم              | -                    |
| اکسیداز              | +                    |
| تست ایندول (Indole)  | -                    |
| شناساگر متیل قرمز    | -                    |
| تست وگز-پروسکوار     | -                    |
| حضور سیترات          | +                    |
| ساخت هیدروژن سولفید  | -                    |
| هیدورلیز اوره        | -                    |
| فنیل‌آلانین دی آمیناز | -                    |
| لیزین دی کربوکسیلاز  | -                    |
| تست جنبندگی          | +                    |
| هیدرولیز ژلاتین      | +                    |
| اسید ناشی از لاکتوز  | -                    |
| اسید ناشی از گلوکز   | +                    |
| اسید ناشی از مالتوز  | -                    |
| اسید ناشی از مانیتول | +                    |
| اسید ناشی از ساکارز  | -                    |
| کاهندگی نیترات       | +                    |
| DNAse                | -                    |
| لیپاز                | +                    |
| تست رنگدانه          | + (رنگ آبی فیروزه‌ای) |
| کاتالاز              | +                    |
| همولیز               | متفاوت               |